# Festival de photographie
Un festival de photographie est une manifestation artistique, se déroulant sur un ou plusieurs jours, proposant des expositions d'artistes photographes dans différents lieux d'une même ville ou région (musée, galerie, parfois même lieux "décalés" comme de vieilles usines, des églises ou en plein air).
La plupart des festivals de photographie sont organisés à époque fixe (annuellement en général) et ont une programmation artistique autour d'une thématique.

## Festivals notables

### En France
- Rencontres de la photographie d'Arles, Arles, créées en 1970.
- Mois de la photo, Paris, créé en 1980, biennale.
- Festival international de mode et de photographie, Hyères, créé en 1985.
- Photofolies, Rodez, créé en 1988.
- Visa pour l'image, Perpignan, créé en 1989.
- Festival international de la photo animalière et de nature, Montier-en-Der, créé en 1997.
- Paris Photo, Paris, créé en 1997.
- Festival Nicéphore +, Clermont-Ferrand, créé en 2000.
- Festival européen de la photo de nu, Arles, créé en 2001.
- Transphotographiques, Lille, créées en 2001.
- Festival international de la photographie de mode, Cannes, créé en 2002.
- Festival Manifesto, Toulouse, créé en 2002.
- Vannes Photos Festival, Vannes dans le Morbihan, créé en 2003 ; il a lieu jusqu'en 2022.
- Festival Photo La Gacilly, La Gacilly dans le Morbihan, créé en 2004.
- Photoquai, Paris, de 2007 à 2015, biennale.
- Salon de la photo de Paris, créé en 2007.
- Photomed, Sanary-sur-Mer, créé en 2011.
- Biennale des photographes du monde arabe contemporain, Paris, créée en 2015.
- Les femmes s'exposent, consacré aux femmes photographes professionnelles, Houlgate, créé en 2018.

### En Europe
- photokina, Cologne, Allemagne, créé en 1950.
- Noorderlicht (nl), Groningue, Pays-Bas, créé en 1990.
- Photobiennale de Moscou, Russie, créé en 1996.
- Journées photographiques de Bienne (Bieler Fototage), Suisse, créées en 1997.
- Triennale de photographie (de), Hambourg, Allemagne, créée en 1997.
- PHotoEspaña, Madrid, Espagne, créé en 1998.
- Mois de la photo de Cracovie, Pologne, créé en 2001.
- Prague Biennale (de), Prague, Tchéquie, créé en 2003.
- Transfotografia, Gdańsk, Sopot et Gdynia, Pologne, créé en 2006.
- Nordic Light (en), Kristiansund, Norvège, créé en 2006.
- f/stop (de), Leipzig, Allemagne, créé en 2007.
- Balkan Photo Festival (en), Sarajevo, Bosnie-Herzégovine, créé en 2010.
- Biennale di Senigallia, Senigallia, Italie, créée en 2019.

### En Afrique
- Rencontres africaines de la photographie ou Rencontres de Bamako, à Bamako au Mali, créées en 1994. Biennale, première édition en 1995.
- Addis Foto Fest (en) à Addis-Abeba en Éthiopie, créé en 2010. Biennale.
- Lagos Photo (en) à Lagos au Nigeria, créé en 2010.
- Kokutan'Art, à Brazzaville, en République du Congo, créé en 2021.

### En Asie
- Month of Photography Asia, Singapour, créé en 2002.
- Festival international de photographie de Lianzhou, Lianzhou, Chine, créé en 2004.
- Kyotographie, Kyoto, Japon, créé en 2013.
- Jimei x Arles, district de Jimei à Xiamen, Chine, créé en 2015 en partenariat avec les Rencontres d'Arles.

### En Amérique
- Le Mois de la Photo à Montréal, créé en 1989, devenu en 2017 Momenta Biennale de l'image et Momenta Biennale d'art contemporain en 2024, Montréal, Canada.
- Rencontres de la photographie en Gaspésie (Québec, Canada), créées en 2009.